# Barnes Osei
Barnes Osei (Accra, 8 gennaio 1995) è un calciatore ghanese, attaccante della Dinamo Tbilisi.

## Caratteristiche tecniche
È un'ala destra che può giocare anche come ala sinistra.

## Carriera

### Club
Cresciuto nelle giovanili del Paços Ferreira, fa il suo debutto da professionista il 4 maggio 2014 nel corso del match pareggiato 0-0 contro il Rio Ave.
Nel gennaio 2015 viene ceduto in prestito per sei mesi all'União Madeira.
Rientrato dal prestito, disputa due stagioni col Paços Ferreira e il 26 agosto 2017 viene mandato in prestito annuale all'Arouca.
Svincolato, il 23 luglio 2019 si trasferisce a parametro zero all'Académica, con cui firma un contratto annuale.

### Nazionale
Nel 2015 è stato convocato dalla nazionale Under-20 ghanese per disputare i Mondiali di categoria.

## Statistiche

### Presenze e reti nei club
Statistiche aggiornate al 3 giugno 2017.
| Stagione              | Squadra               | Campionato            | Campionato | Campionato | Coppe nazionali | Coppe nazionali | Coppe nazionali | Coppe continentali | Coppe continentali | Coppe continentali | Altre coppe | Altre coppe | Altre coppe | Totale | Totale |
| Stagione              | Squadra               | Comp                  | Pres       | Reti       | Comp            | Pres            | Reti            | Comp               | Pres               | Reti               | Comp        | Pres        | Reti        | Pres   | Reti   |
| --------------------- | --------------------- | --------------------- | ---------- | ---------- | --------------- | --------------- | --------------- | ------------------ | ------------------ | ------------------ | ----------- | ----------- | ----------- | ------ | ------ |
| 2013-2014             | Paços Ferreira        | PL                    | 2          | 0          | TP+TL           | 0               | 0               |                    | -                  | -                  | -           | -           | -           | 2      | 0      |
| 2014-gen. 2015        | Paços Ferreira        | PL                    | 3          | 0          | TP+TL           | 0+2             | 0+2             |                    | -                  | -                  | -           | -           | -           | 5      | 2      |
| gen.-giu. 2015        | União Madeira         | SL                    | 12         | 1          | TP+TL           | 0+2             | 0               |                    | -                  | -                  | -           | -           | -           | 14     | 1      |
| 2015-2016             | Paços Ferreira        | PL                    | 19         | 2          | TP+TL           | 1+2             | 0               |                    | -                  | -                  | -           | -           | -           | 22     | 2      |
| 2016-2017             | Paços Ferreira        | PL                    | 23         | 2          | TP+TL           | 1+1             | 0               |                    | -                  | -                  | -           | -           | -           | 25     | 2      |
| Totale Paços Ferreira | Totale Paços Ferreira | Totale Paços Ferreira | 47         | 4          |                 | 7               | 2               |                    | -                  | -                  |             | -           | -           | 54     | 6      |
| Totale carriera       | Totale carriera       | Totale carriera       | 59         | 5          |                 | 9               | 2               |                    | -                  | -                  |             | -           | -           | 68     | 7      |

## Palmarès

### Club

#### Competizioni nazionali
- Segunda Liga: 1

Paços Ferreira: 2018-2019
- Liga Kubogy: 1

Astana: 2024